# Astatumen
Genre
Astatumen est un genre de tardigrades de la famille des Hypsibiidae.

## Liste des espèces
Selon Degma, Bertolani et Guidetti, 2013 :
- Astatumen bartosi (Węglarska, 1959)
- Astatumen tamaensis (Sudzuki, 1975)
- Astatumen tamurai (Ito, 1990)
- Astatumen trinacriae (Arcidiacono, 1962)

## Publication originale
- Pilato, 1997 : Astatumen, a new genus of the Eutardigrada (Hypsibiidae, Itaquasconinae). Entomologische Mitteilungen aus dem Zoologischen Museum Hamburg, vol. 12, no 156, p. 205-208.